# Casa de Borgoña (Portugal)
La Casa portuguesa de Borgoña o Dinastía Alfonsina es una rama cadete de la Casa de Borgoña, descendiente de Enrique, conde de Portugal. Enrique era un hijo menor de Enrique de Borgoña, el hijo y heredero de Roberto I de Borgoña, que murió antes de que él pudiera heredar el Ducado.

## Historia

### Orígenes
Tiene su origen en el matrimonio de Teresa de León —hija de Alfonso VI de León— y Enrique de Borgoña (nieto de Roberto I "el Viejo"), de quienes nacería el futuro Alfonso I de Portugal —o bien, Alfonso Enríquez— que fuera conde y luego primer rey de Portugal.

### Reyes de Portugal
Los reyes que sucedieron a Alfonso I continuaron la Reconquista de la península ibérica contra los moros. Alfonso III conquistó el Algarve y adoptó el título de Rey de Portugal y el Algarve.
Las fronteras de Portugal se definieron en el Tratado de Alcañices (1297) cuando el rey Dionisio I, hijo de Afonso III, comenzó a desarrollar las tierras del reino.

### Desaparición
El último rey de esta dinastía fue Fernando I "el Hermoso", que murió en 1383 sin descendencia masculina. Su muerte causó una guerra civil entre los partidarios de su hija Beatriz de Portugal, casada con el rey Juan I de Castilla, contra los partidarios del maestre Juan de Avís, hermanastro de Fernando I, el cual salió victorioso y estableció la Dinastía de Avis.